# Хуго Щайнхаус
Ху̀го Дионѝзи Ща̀йнхаус (на полски: Hugo Dionizy Steinhaus) е полски математик от еврейски произход, професор в университет „Ян Кажимеж“ и Вроцлавския университет, съосновател на Лвовската математическа школа, съосновател и редактор на списание „Studia Mathematica“, афорист, Член на Полската академия на изкуствата и Полската академия на науките.
Автор на редица трудове в областта на теория на игрите, функционалния анализ, топологията, теория на множествата, тригонометричните редове, ортогоналните редове, теория на реалните функции, както и приложения и популяризиране на математиката.